# 이시쓰쓰미촌
이시쓰쓰미촌(石堤村)은 도야마현 니시토나미군에 있던 촌이다. 다카오카시 북단의 오타 지구. 현재의 다카오카시 북서부 이시쓰쓰미 지구에 해당한다. 

## 역사
- 1889년 4월 1일 - 정촌제 시행에 의해 이미즈군 이시쓰쓰미촌이 성립하였다.
- 1896년 3월 29일 - 군 개편에 의해 이미즈군에서 분립해 히미군이 성립하여, 히미군에 속하게 되었다.
- 1953년 10월 5일 -  히미시에 편입되었다.

## 참고문헌
- 『市町村名変遷辞典』東京堂出版、1990年。